# Mencio
Mencio (孟子S, MèngzǐP, Meng-tzuW, lett. "Maestro Meng"; nome di nascita Xìng Mèngkē, 姓孟軻; il nome originale del suo clan era Mengsun (孟孫) in seguito abbreviato a Meng (孟); Zoucheng, 12 marzo 372 a.C. – Zou, 21 dicembre 290 a.C.) è stato un filosofo cinese, il più eminente aderente al confucianesimo.

## Vita
Mencio, anche noto col suo nome di nascita Meng Ke oppure Ko, è nato nello Stato di Zou, adesso parte del territorio della città-contea di Zoucheng (in origine Zouxian), nella provincia dello Shandong, solo a 30 km a sud di Qufu, luogo di nascita di Confucio.
Era un saggio e filosofo cinese itinerante, e uno dei principali interpreti del Confucianesimo. Presumibilmente fu un discepolo di uno dei nipoti di Confucio, Zisi. Come Confucio, stando alla leggenda, girò la Cina per quarant'anni  offrendo consigli ai vari sovrani per le riforme. Durante il periodo degli stati combattenti (403-221 a.C.), Mencio servì come funzionario ed erudito all'Accademia Jinxia nello Stato di Qi dal 319 al 312 a.C. Dimostrò la sua pietà filiale quando per tre anni lasciò il suo incarico ufficiale a Qi in modo da poter mantenere  il lutto per la morte della madre. Deluso dal tentativo fallito di influenzare cambiamenti al tempo dei suoi giorni, si ritirò dalla vita pubblica.
Mencio è sepolto nella città di Zhou, a sud della città di Qufu nello Shandong.

## Influenze

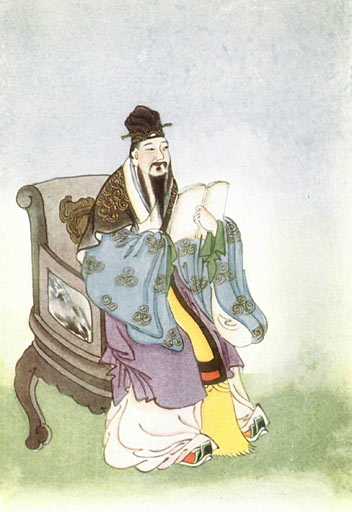
Ritratto di Mencio

L'interpretazione del confucianesimo di Mencio è stata generalmente considerata come la visione ortodossa dai successivi filosofi Cinesi, soprattutto dai neoconfuciani della Dinastia Song. I discepoli di Mencio includevano un gran numero di signori feudali, e di fatto è stato più influente lui di quanto non lo sia stato Confucio. Il 'Mengzi (o Meng-tzu), un libro dei suoi discorsi coi regnanti del  tempo, è uno dei Quattro Libri che Zhu Xi raggruppò come il nucleo del pensiero ortodosso Neo-Confuciano. A differenza degli Analecta di Confucio, che sono corti e autonomi, quelli del Mengzi consistono di lunghe narrazioni, argomentazioni e lunga prosa.

## La Natura Umana
Nel suo pensiero, mai Confucio speculò direttamente sulla natura umana. Mencio invece sostenne l'innata bontà dell'individuo, credendo che il male fosse in realtà una mancanza di bene venuta a crearsi a causa dell'influenza della società, dalla mancanza di un'adeguata influenza per la coltivazione interiore. "Colui che espande la sua mente verso l'infinito conosce la sua natura" e "la via dell'apprendimento non è che trovare la mente perduta".
Nella sua omonima opera, composta da lunghi dialoghi, sostiene che l'uomo è buono per natura e deve poter sviluppare una condotta razionale e retta. Secondo questo pensatore, nel cuore di ogni essere umano vi sono quattro sentimenti razionali che orientano verso la retta via: compassione, vergogna, modestia, discernimento. Essi, coltivati, portano alle virtù della benevolenza, della rettitudine, della cortesia e della saggezza. Mencio cercò di influenzare i governanti affinché creassero condizioni più favorevoli allo sviluppo delle persone. Confucio aveva un grande rispetto per i governanti; Mencio esalta invece il diritto dei sudditi di deporre o uccidere il governante che ignora le necessità della gente e la giustizia. Disse che non esiste guerra giusta.